# Рай Влут
Рай Влут (нід. Rai Vloet, нар. 8 травня 1995, Схейндел) — нідерландський футболіст, півзахисник клубу «Астана».

## Клубна кар'єра
Вихованець клубу ПСВ. Дебютував на професійному рівні, як гравець Йонг ПСВ у другому дивізіоні 20 вересня 2013 проти клубу «Ден Босх», вийшовши на заміну на 74-й хвилині.
20 вересня 2016 Рай захищаючи кольори «Ейндговена» став автором переможного голу у ворота «Ден Босх» на 87-й хвилині в Кубку Нідерландів 2016—2017, головним тренером «Ден Босху» був його батько. Сезон 2017–18 на правах оренди Влут провів у команді НАК Бреда.
15 серпня 2018 нідерландець після укладання контракту з швейцарським клубом «К'яссо» був перекуплений італійським «Фрозіноне». У січні 2019 сторони достроково розірвали угоду.
4 лютого 2019, як вільний агент Рай перейшов до бельгійського «Сінт-Трейден».
13 липня 2019 він приєднався до нідерландської команди «Ексельсіор» уклавши однорічну угоду з умовою продовженя ще на один рік.
22 червня 2020 року він приєднався до клубу Ередивізі «Гераклес». 1 листопада 2020 став автором хет-трику в домашньому матчі проти «Утрехту».
25 березня 2022 року Рай перейшов до казахського клубу «Астана».

## Виступи за збірні
З 2011 по 2014 Рай виступав за різноманітні вікові юнацькі збірні Нідерландів.

## Досягнення
ПСВ
- Ередивізі (1): 2014–15.
- Суперкубок Нідерландів (1): 2016.

Нідерланди U-17
- Юнацький чемпіонат Європи з футболу (U-17) (1): 2012